# Odienné
Odienné je grad u Obali Bjelokosti, glavni grad regije Denguélé. Leži na sjeverozapadu države, 35 km istočno od granice s Gvinejom i osamdesetak kilometara južno od Malija. U blizini se nalaze rudnici zlata. Petnaestak kilometara zapadno od grada je planina Deng Kele.
Na stadionu El Hadj Mamadou Coulibaly d'Odiénné svoje domaće utakmice igra nogometni klub Denguelé Sports d'Odienné.
Godine 1988. Odienné je imao 28.266 stanovnika, većinom muslimanske vjeroispovijesti.

## Vanjske poveznice

### Ostali projekti
|  | Zajednički poslužitelj ima još gradiva o temi Odienné |